# Boreotrophon abyssorum
Boreotrophon abyssorum är en snäckart som beskrevs av Addison Emery Verrill 1885. Boreotrophon abyssorum ingår i släktet Boreotrophon och familjen purpursnäckor. Inga underarter finns listade i Catalogue of Life.